# Javier Melloni
Javier Melloni Ribas es un antropólogo, teólogo, escritor y jesuita de origen hispano-italiano.

## Biografía
Javier Melloni Ribas nació en Barcelona en 1962, es hijo de padre italiano y madre española. Entró a la Compañía de Jesús a los 18 años. Se ordenó como sacerdote jesuita, es licenciado en antropología cultural y doctor en Teología.  Vive en la Cueva de San Ignacio en Manresa, Cataluña.

## Carrera
Melloni es un jesuita quien mostró interés en los Ejercicios Espirituales ignacianos pero al mismo tiempo adquirió conocimientos profundos sobre textos de diversas religiones. Es miembro de Cristianisme i Justícia, profesor de Teología Espiritual en la Facultad de Teología de Cataluña así como en el Instituto de Teología Fundamental en Sant Cugat. Sus temas de especialidad son el diálogo interreligioso y la mística comparada.
Como escritor y editor es miembro del consejo editorial de publicaciones periódicas entre las que se encuentran: Manresa (una revista de espiritualidad ignaciana) y Diagonal (una revista de diálogo interreligioso). Es autor de ensayos de diversa índole, todos en torno a la espiritualidad, la teología, el diálogo interreligioso y la mística comparada; en ellos se presentan sus fundamentos teóricos y ejercicios de aplicación.

## Perspectiva religiosa
- El diálogo interreligioso

Javier Melloni es conocido por ser un teólogo que reflexiona, practica y teoriza en torno al diálogo interreligioso Melloni pone a prueba el dicho de extra Ecclesiam nulla salus (fuera de la Iglesia, no hay ninguna salvación) y lo somete a un nivel superior donde alejados de la propia religión se puedan encontrar los puntos esenciales de contacto que pasan por muchas religiones y que las eleva en un carácter puramente espiritual. El fin último es para Javier Melloni que se dé el “respeto y la acogida de los otros como  reflejo de la apertura y donación al Otro”,
La fundamentación teórica de Melloni es compleja en tanto incluye factores que tienen que ver con lo antropológico, lo sociológico, lo epistemológico y lo teológico. Para él, el diálogo interreligioso es en la base igual a cualquier “diálogo” y necesita de los participantes “apertura sin límite, Éxtasis continuo, un permanente “perderse” de sí mismo en el otro, un vaciarse de sí para posibilitar la existencia de los demás”
Finalmente, para Javier Melloni, el diálogo interreligioso da cabida a dos cosas especialmente: 1) asumir que la propia confesión religiosa, es solo un acceso posible al Misterio y 2) con esa realidad, las personas pueden abrirse a la riqueza espiritual de la humanidad.
- Mística comparada

Como derivación y complemento al diálogo interreligioso, Javier Melloni ha profundizado en el estudio de la mística comparada. Al respecto, Melloni establece que en lo profundo del sentido de lo místico de las religiones no supone una evasión del mundo en el que se vive, al contrario, lo místico se presenta como un nacimiento que impulsa a ofrecer lo mejor de cada religión en pos de la transformación de lo humano. La mística comparada supone un recorrido por las experiencias místicas que tienen todas las religiones; presenta la experiencia trascendente que una a todas las formas de confesión religiosa o espiritual.

## Obras
- MELLONI, Javier, Ignacio de Loyola. Un pedagogo del misterio de la justicia, Cristianisme i Justícia, Barcelona, 1990
- MELLONI, Javier, Los caminos del corazón. El conocimiento espiritual en la Filocalia, Sal Terrae, 1995 ISBN 978-84-293-1148-8
- MELLONI, Javier, Los ciegos y el elefante. El diálogo interreligioso, Cristianisme i Justícia, Barcelona, 2000
- MELLONI, Javier, The Exercises of Saint Ignatius Loyola in the Western Tradition, Gracewing & Inigo Enterprises, Leominster & New Malden (GB), 2000  ISBN 978-085-244-527-X
- MELLONI, Javier, La mistagogía de los Ejercicios Espirituales de san Ignacio, Sal Terrae, 2001 ISBN 978-84-271-2361-8
- MELLONI, Javier, El Uno en lo Múltiple, Sal Terrae, Santander, 2003 ISBN 978-84-293-1515-8
- MELLONI, Javier, El cine y la metamorfosis de los grandes relatos, Cristianisme i Justícia, Barcelona, 2004
- MELLONI, Javier, Relaciones humanas y relaciones con Dios, San Pablo, Madrid, 2006 ISBN 978-84-285-3015-7
- MELLONI, Javier, Vislumbres de lo Real, Herder, Barcelona, 2007. ISBN 978-84-254-2530-1
- MELLONI, Javier. El no-lugar del encuentro religioso, Trotta, Madrid, 2008. ISBN 978-84-9879-000-9
- MELLONI, Javier, El Deseo esencial, Sal Terrae, Santander, 2009. ISBN 978-84-293-1829-6
- MELLONI, Javier, Voces de la mística I, Herder, Barcelona, 2009 ISBN 978-84-254-2656-8
- MELLONI, Javier, El Cristo interior, Herder, Barcelona, 2010 ISBN 978-84-254-2701-5
- MELLONI, Javier, Hacia un tiempo de síntesis, Fragmenta Editorial, Barcelona, 2011. ISBN 978-84-92416-424
- MELLONI, Javier, Voces de la mística II, Herder, Barcelona, 2012 ISBN 978-84-254-2867-8
- MELLONI, Javier, Nómadas del Absoluto. La Vida Religiosa ante el diálogo interreligioso, Frontera 80, Vitoria, 2012 ISSN 1138-2325
- MELLONI, Javier, Sed de Ser, Herder, Barcelona, 2013 ISBN 978-84-254-3209-5
- MELLONI, Javier, The Exercises of Saint Ignatius and Traditions of the East, Gracewing & Inigo Enterprises, Leominster & New Malden (GB), 2013  ISBN 978-085-244-769-7
- MELLONI, Javier, Dios sin Dios. Una confrontación. Fragmenta Editorial, Barcelona, 2015. ISBN 978-84-15518-17-4, (Con José Cobo)
- MELLONI, Javier. De aquí a Aquí. Doce umbrales en el camino espiritual. Editorial Kairos 2021 ISBN 978-84-9988-852-1